# Henry R. Schoolcraft
Henry Rowe Schoolcraft, född 28 mars 1793 i Guilderland, New York, död 10 december 1864 i Washington D. C., var en amerikansk geolog, geograf, etnolog och politiker. Han har gått till historien genom att han som den första vite mannen identifierade Itascasjön som Mississippiflodens källa. Som etnolog gjorde han stora insatser i kartläggningen av de nordamerikanska urbefolkningarnas mentalitet och attityder, ett arbete som utfördes när Schoolcraft 1822-41 var "Indian agent" för stammarna vid Lake Superior.
Som ung arbetade Schoolcraft flera år med glastillverkning vilket väckte hans intresse för geologi. Han gjorde 1817-18 en studieresa till dåvarande USA:s västligaste delar för att lära sig fältarbetets grunder och publicerade 1819 sitt första geografiska och geologiska arbete. Året därpå följde han med guvernör Lewis Cass på dennes resa till ojibwaernas område vid Lake Superior och 1821 publicerade han sina anteckningar från resan. Cass utsåg honom till "indian agent" 1822, en tjänst Schoolcraft innehade till 1841, även om hans tjänstetitel 1836 förbättrades till Superintendent. Schoolcraft lärde sig ojibwaspråket flytande av sin hustru Jane Johnson som var till hälften ojibwa.
Schoolcraft var även 1828-32 ledamot av Michiganterritoriets lagstiftande församling.

## Skrifter i urval
Henry Rowe Schoolcrafts vetenskapliga produktion var med tidens mått mätt omfattande. Några av hans viktigaste skrifter är:
- Narrative of an Expedition through the Upper Mississippi to Itasca Lake, the Actual Source of This River, Embracing an Exploratory Trip through the St. Crois and Burntwood (or Broule) Rivers, in 1832 (New York 1834).
- Algic Researches, Comprising Inquires Respecting the Mental Characteristics of the North American Indians. First Series. Indian Tales and Legends (New York 1839).
- Inquiries, Respecting the History, Present Condition, and Future Prospects of the Indian Tribes of the United States (Washington D.C. 1847).
- Personal Memoirs of a Residence of Thirty Years with the Indian Tribes on the American Frontiers: With Brief Notices of Passing Events, Facts, and Opinions, A.D. 1812 to A.D. 1842 (Philadelphia 1851)